# Sint-Amanduskapel (Erembodegem)

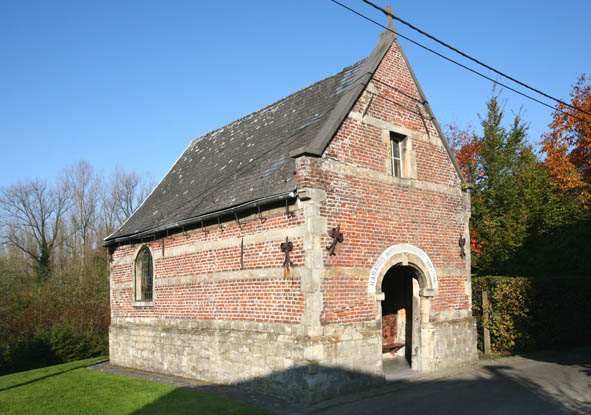
Sint-Amanduskapel

De Sint-Amanduskapel is een kapel in de tot de Oost-Vlaamse gemeente Aalst behorende plaats Erembodegem, gelegen aan de Sint-Amandstraat.

## Geschiedenis
In 1343 was er al sprake van een kapel op deze plaats. In 1380 was ook sprake van een Sint-Amandusbron op deze plaats. De kapel werd echter in 1582 tijdens de godsdiensttwisten vernield. Een nieuwe kapel werd gebouwd in 1636. Een grafsteen van Jan van Vaerenbergh uit 1659 refereert waarschijnlijk aan de stichter van de kapel.
Achter de kapel bevindt zich een weiland waar tot omstreeks 1930 het Sint-Amandusbrood werd uitgedeeld, de zogenaamde koekengrabbeling.
In 1967 werd de kapel hersteld.

## Gebouw
Het betreft een kapel op rechthoekige plattegrond, opgetrokken in baksteen en zandsteen, met een driezijdig afgesloten koor. Boven de voorgevel bevindt zich een dakruiter. Het altaar van de kapel is 18e eeuws en daarop staat een 1,15 meter hoog, gepolychromeerd houten Sint-Amandusbeeld uit de 17e eeuw.